# Hôtel de ville de Neuchâtel
L'hôtel de ville de Neuchâtel est un édifice public situé au cœur de la ville de Neuchâtel (Suisse). Il est réalisé entre 1784 et 1793, d'après les plans de l'architecte français Pierre-Adrien Pâris. Ce bâtiment de style néoclassique tire son inspiration des codes de l'Antiquité, mais se réfère également aux modèles de la Renaissance italienne. Il est depuis son origine le siège des autorités législatives et exécutives communales.

## Anciens hôtels de ville
Édifié au milieu du XVe siècle, le premier hôtel de ville formait un pont sur la rivière du Seyon, jusqu’à sa destruction par une inondation en 1579. Il est aussitôt reconstruit au même endroit. À partir du milieu du XVIIIe siècle, la menace des crues et l’influence des Lumières sur les critères d’édilité et d’urbanisme conduisent les autorités à chercher une solution de remplacement,. Supplanté par un nouvel édifice et reconverti à des fonctions publiques annexes dès la fin du XVIIIe siècle, l'ancien hôtel de ville est finalement démoli en 1860.

## Histoire

### Construction
Le financement du nouvel édifice est rendu possible grâce au legs du banquier et négociant David de Pury. Ce riche homme d’affaires, qui a fait fortune à Lisbonne, mais dont les origines sont neuchâteloises, décide de son vivant déjà, de soutenir des travaux d'édilité, afin de permettre l’embellissement de sa ville natale. Cet important legs permet aux autorités d'envisager la construction d'un nouvel hôtel de ville, à l'emplacement de l'ancien hôpital. Réalisés à la limite de l'ancien bourg et du nouveau faubourg, ces travaux marquent le début d'une grande phase de développement de la ville. Le nouvel hôtel de ville est achevé en 1790, quatre ans après le décès de David de Pury. 
Des architectes de renom, tels que Paul-Antoine Pisoni ou Claude-Nicolas Ledoux, sont approchés pour proposer des plans du nouvel hôtel de ville. Jugés trop fastueux et peu en phase avec les besoins de la ville, leurs projets sont rejetés. Ce sont finalement les plans de l'architecte Pierre-Adrien Pâris, dessinateur de la Chambre et du Cabinet du roi Louis XVI, qui sont acceptés par le Conseil Général le 12 janvier 1784. La première pierre est posée le 3 juillet de la même année. 
En s'adressant à des architectes de renommée internationale, en faisant le choix d'une architecture de prestige et d'envergure — le bâtiment présente des proportions considérables pour une petite ville de quelque 4 000 habitants —, les commanditaires affirment leur désir d'asseoir le pouvoir communal face à l'autorité princière qui occupe le château de Neuchâtel,.  

### Désaccords durant la construction
Résidant à Paris, Pierre-Adrien Pâris supervise à distance la construction de l'édifice confiée à Abraham-Henri Reymond et Jonas-Louis Reymond, des entrepreneurs-architectes locaux, chargés dans un premier temps du gros-œuvre et de l'approvisionnement en pierre. 
Très vite, le chantier est le théâtre de plusieurs désaccords. Un des exemples les plus détaillés par les études historiques est la divergence d’opinion autour du couvrement du rez-de-chaussée. Pierre-Adrien Pâris projette un plafond en plates-bandes offrant un effet d'espace accru, mais les frères Reymond s'y refusent, doutant de la solidité d'une nouveauté constructive encore peu connue à Neuchâtel. En contradiction avec la volonté de l'architecte, des voûtes en arc surbaissées sont finalement réalisées,
La modification de la forme des voûtes se répercute ensuite sur d'autres parties du programme architectural. Il faut notamment regagner la hauteur initialement prévue par les voûtes dites en « bonnet de prêtre », en réduisant la taille des colonnes du rez-de-chaussée. La décision des commanditaires de diminuer la hauteur des salle, ou encore la modification de la charpente constituent des raisons supplémentaires qui poussent finalement Pierre-Adrien Pâris à quitter la direction des travaux, tant il trouve son œuvre défigurée. 

## Architecture
Très inspiré de l'architecture monumentale classique répandue en France au XVIIIe siècle, l'hôtel de ville Neuchâtel présente, sous son aspect cubique, un programme néoclassique très affirmé. L'Antiquité s'y exprime à travers l’ordre dorique, renvoyant à des temples tels que ceux de Paestum en Italie, alors que l'héritage de la Renaissance italienne est bien visible dans l'imposant soubassement à appareil rustique.
Pour conférer un caractère monumental à l'édifice, l'architecte a conçu les façades en deux parties horizontales bien affirmées : un soubassement formant piédestal en calcaire gris au-dessus duquel s'élèvent les étages en calcaire jaune. Ce matériau, communément appelé Pierre de Neuchâtel ou d’Hauterive, et les contrastes de couleurs qu'il permet constituent une spécificité de l'architecture de la ville de Neuchâtel et de ses environs. 
Tournée vers l'est, l'entrée de la façade principale est accessible par un perron de quelques marches ; le rez-de-chaussée est percé de trois portails en plein cintre, complétés de quatre portes à plate-bande ; ces dernières sont surmontées d’un tympan percé d'un œil-de-bœuf inséré sous un arc de décharge.  La partie supérieure de la façade est composée de huit colonnes monumentales d’ordre dorique, couronnées de chapiteaux toscans et reliées entre elles par une balustrade. Deux séries de sept fenêtres, dépourvues de moulures mais décorées de rainures horizontales comme le reste du parement viennent rythmer le second étage de l'édifice. Un entablement à triglyphes et métopes, caractéristique de l’ordre dorique, soutient un fronton orné de denticules. La corniche est décorée de parallélépipèdes rappelant des poutraisons. Les autres façades présentent les mêmes dispositions monumentales, mais sont moins richement décorées ; des pilastres remplacent par exemple les colonnes sur la façade occidentale. 
Les frontons sont rehaussés de hauts-reliefs : les figures ont été associées aux allégories du Commerce et de l'Abondance (façade ouest) et à celles des Arts et de la Liberté (façade est) ; elles sont l'œuvre du sculpteur F. Desplands,.

## Aménagements intérieurs
La décoration intérieure de l'hôtel de ville, et plus spécialement celle du premier étage ou étage de réception, emprunte l'essentiel de son vocabulaire au style Louis XVI . Un grand nombre d'artisans et d'artistes se succèdent sur les lieux durant les neuf années que durent les travaux. La fortune mise à disposition par David de Pury permet aux commanditaires de faire appel à une variété d'artisans renommés, provenant de la région, de France et d'Italie. 

### L'escalier d'honneur
Placé dans l'angle sud-ouest du bâtiment, le grand escalier suspendu a suscité, à l'époque de sa construction, de nombreuses discussions et expertises - et même un modèle en bois - avant d'être exécuté en grès de la Molière par les frères Reymond. Sa remarquable balustrade est l'œuvre du Strasbourgeois Jean-Baptiste Pertois ; elle est constituée de 40 balustres en fer et bronze ciselé, surmontée d'une main-courante en noyer. Les murs de la cage d'escalier sont ornés de peintures en grisaille représentant les allégories de la Justice, de la Foi, de la Charité et de la Prudence, peintes par le Piémontais Matthieu Ricco en 1790.  

### La salle des pas perdus
L'escalier d'honneur aboutit à la salle des pas perdus, anciennement  appelée « antichambre », puisque cet espace desservait  le salle du Conseil général et celle des Quatre Ministraux. Les boiseries en chêne ont été réalisées par l'atelier de Pierre-Abraham Guignard, menuisier-ébéniste vaudois chargé de la coordination des aménagements et des décors des locaux du premier étage. Les deux imposants poêles en faïence blanche ont été réalisés en 1790 par Henri Trachsler et remontés en 1851. Les Chaux-de-Fonniers Samuel Roy et fils ont fabriqué l'horloge à deux faces lisible également depuis la salle du Conseil général attenante. Un lustre en verre de Murano complète l'ensemble et assure l'éclairage.

### La salle dite de la Charte (anciennement salle des Quatre Ministraux)
Anciennement appelée salle des Quatre Ministraux, cette belle pièce accueillait les réunions de l'exécutif de la ville; elle a été rebaptisée salle de la Charte il y a quelques années et sert aujourd'hui d'écrin pour les mariages.  
Les boiseries s'inscrivent dans le projet d'aménagement initial et s'inspirent d'un projet amené de Paris. Les parois et les portes en bois de chêne ont été réalisées par Pierre-Abraham Guignard et son atelier. Les panneaux supérieurs présentent des trophées aux motifs variés (livre posé sur un sceptre et une clarinette, faisceau de licteur et massue en sautoir) entourés de guirlandes de feuilles. 
Le poêle en faïence blanche, posé en 1790, a été exécuté par le Neuchâtelois Jean-Jacques Meyer. Installé dans un cabinet en écaille, de style Louis XVI et d'origine parisienne, le mouvement de la pendule est signé David-Guillaume Engel, horloger à La Chaux-de-Fonds (1790). Cette salle est dotée d'un lustre du XVIIIe siècle en cristal provenant de Hollande, acquis au milieu du XXe siècle. 
Le grand portrait de David de Pury, réalisé par le portraitiste irlandais Thomas Hickey a été envoyé de Lisbonne en 1783. Son cadre exceptionnel est l'œuvre du sculpteur Jean-Baptiste Boutry de Besançon.

### La salle du Conseil général
Il s'agit de la plus grande et de la plus prestigieuse salle de l'hôtel de ville de Neuchâtel. L'ensemble du décor s'articule selon une stricte symétrie et tient compte des différentes ouvertures (portes, fenêtres). Des boiseries à panneaux sculptés recouvrent les parois latérales. Organisés par paires, ceux-ci présentent les vertus cardinales (la Tempérance, la Prudence, la Justice et la Force), sous la forme de figures allégoriques et de leurs attributs. Le sculpteur Jean-Baptiste Boutry s'est chargé des dessins et de la sculpture sur bois des panneaux, réalisés en atelier à Besançon. 
Les deux poêles en faïence bleue "à la grecque", disposés de part et d'autre de la porte d'entrée de la salle, sont l'œuvre du strasbourgeois Jean-Baptiste Pertois et ont été posés en 1793. Ils sont considérés aujourd'hui comme de véritables chefs-d'œuvre. Les plaques en faïence bleu de cobalt ont été exécutées par des émailleurs de Haguenau, alors que les têtes de bouc en bronze doré proviennent de Paris. La serrurerie (espagnolettes) de la salle du Conseil général et de celle des Quatre Ministraux est due à l'atelier parisien de Jean-Baptiste Perez. 
Jusqu’à l’indépendance du canton de Neuchâtel en 1848, les portraits de Frédéric II et Frédéric-Guillaume II étaient exposés entre les fenêtres de la salle du Conseil Général. Ils ont ensuite fait place aux allégories de la Loi et de la Religion, sculptées par Joseph Verbunt entre 1861 et 1862.     
Une grande partie du mobilier d'origine de l'hôtel de ville, d'époque Louis XVI et réalisé par l'atelier de Pierre-Abraham Guignard, est parvenue jusqu'à nous. Parmi les sièges, les 52 fauteuils restaurés de la salle du Conseil général sont encore en place.     

### La salle des Quarante
Cette salle boisée en sapin se situe au sud de celle du Conseil général. Son poêle, en faïence blanche entrecoupée de ceintures en laiton, a été réalisé en 1840 par un certain Müller. Il est surmonté d'une urne en céramique peinte de couleur bronze.

## Fonctions actuelles
Plus de deux siècles après sa construction, l'hôtel de ville de Neuchâtel est toujours en fonction. Comme au XVIIIe siècle, le premier étage accueille les autorités exécutives et législatives. Les mariages civils sont célébrés dans l'ancienne salle des Quatre Ministraux. Le deuxième étage est utilisé par le Tribunal régional du Littoral et du Val-de-Travers. Au rez-de-chaussée se trouve le bureau de vote. Le péristyle quant à lui se prête à diverses activités culturelles et sociales.

## Travaux d’entretien et restaurations
Jusqu’aux travaux de restauration exécutés au XXIe siècle, le bâtiment ne connaît que des interventions ponctuelles. En sus des travaux d’entretien, signalons, la reprise des fûts des vingt-huit colonnes du péristyle en 1840, les nouvelles cannelures renvoyant à l’ordre dorique choisi par Pâris dans ses plans originaux.
De 2015 à 2017, une importante campagne de « rénovation-transformation-restauration partielle » est entreprise. Les travaux comprennent le nettoyage complet des façades et des sculptures en pierre jaune, ainsi que celui des boiseries et éléments intérieurs (poêles, serrurerie, lustres, décors peints, etc.), le remplacement des menuiseries extérieures des fenêtres, l’entretien du mobilier, sans oublier les quelques modifications permettant un usage contemporain des locaux, comme la modernisation de l’éclairage ou le transfert de l’ascenseur.

## Reconnaissance patrimoniale
Depuis 1905, l’hôtel de ville fait partie de la liste des bâtiments mis sous protection au titre de monument historique par le canton de Neuchâtel. Du point de vue patrimonial, l'hôtel de ville de Neuchâtel est remarquable à plus d'un titre. La qualité de sa construction et de ses intérieurs, ainsi que sa taille imposante, en font un des bâtiments les plus importants du canton. Au niveau Suisse, il est reconnu d'importance national et constitue un des premiers exemples construits dans le style néoclassique, qui puise dans une nouvelle vision épurée de l'Antiquité grecque et romaine. En ce sens, il mérite unz place dans le développement de l'architecture des Lumières en Europe.